# Dick Taylor
Richard Clifford Taylor (* 28. ledna 1943) je anglický hudebník, nejlépe známý jako kytarista a zakladatel skupiny The Pretty Things.
Taylor byl původním baskytaristou skupiny The Rolling Stones ze které brzy odešel, aby se stal studentem na vysoké umělecké škole Sidcup Art College kde právě spolu se zpěvákem Philem Mayem založili skupinu The Pretty Things. Pozice baskytaristy u The Rolling Stones se tak ujal Bill Wyman.

## Život
Taylor se narodil v nemocnici Livingstone v Dartfordu ve hrabství Kent ve Velké Británii. Později navštěvoval Dartfordské gymnázium kde se mimo jiné seznámil s Mickem Jaggerem s pozdějším zpěvákem The Rolling Stones. V červenci 1962 zatímco on navštěvoval Sidcup Art College, The Rolling Stones už pomalu začali vznikat. Mick Jagger se potkal na vlakovém nádraží s Keithem Richardsem (kamarádi a spolužáci z dětství) který si všiml že Mick drží v podpaží desky Chucka Berryho a Muddyho Waterse a protože oba měli zájem o hudbu rozhodli se že založí skupinu. Oba Dicka znali a tak mu nabídli místo ve skupině. Po seznámení s (dalším členem The Rolling Stones) Brianem Jonesem však musel obsadit roli baskytaristy protože Brian a Keith už na kytary hráli. Hra na baskytaru mu však nevyhovovala a tak se s skupinou v dobrém rozešel. The Rolling Stones tak zůstali v tomto složení: Mick Jagger (zpěv), Keith Richards (kytara, doprovodný zpěv), Brian Jones (kytara), Bill Wyman (baskytara), Ian Stewart (piáno), Charlie Watts (bicí).
V roce 1963 založil se zpěvákem Philem Mayem skupinu The Pretty Things. Původní složení skupiny tvořili: Phil May (zpěv, perkuse, harmonika), Dick Taylor (sólová kytara, příležitostně vokály), Brian Pendleton (doprovodná kytara, zpěv, doprovodné vokály), John Stax (baskytara, doprovodné vokály), Pete Kitley (bicí). Kvůli jeho členství u The Rolling Stones si The Pretty Things získali přezdívku „oškliví bratranci The Rolling Stones“. V roce 1969 po vydání konceptuálního alba S. F. Sorrow  ze skupiny odešel. Poté se jeho kariéra projevovala spíše v produkci alb např. debutové album skupiny Hawking či skupiny Chosie. V roce 1978 se do skupiny vrátil a hraje v ní dodnes.